# Martin Polaschek

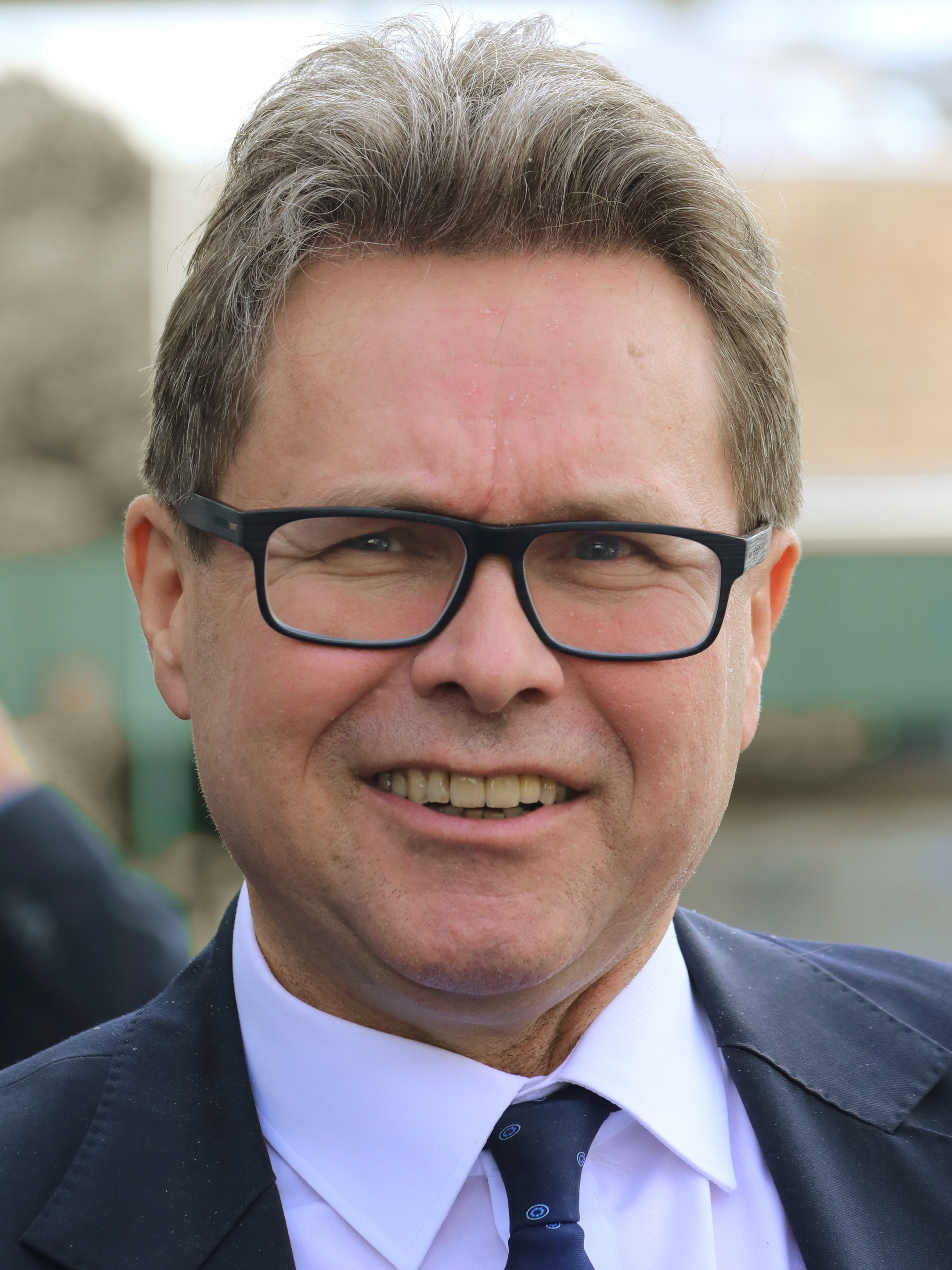
Martin Polaschek (2023)

Martin F. Polaschek (* 22. November 1965 in Bruck an der Mur) ist ein österreichischer Rechtswissenschaftler und Rechtshistoriker. Vom 6. Dezember 2021 bis zum 3. März 2025 war er parteifreier Bundesminister für Bildung, Wissenschaft und Forschung für die ÖVP. Ab 2003 war er Vizerektor und von Oktober 2019 bis Dezember 2021 Rektor der Universität Graz. Im Jänner 2025 gab er bekannt, sich nach dem Ende seiner Amtszeit aus der Politik zurückzuziehen.

## Leben
Martin Polaschek begann nach der Matura 1984 am BG und BRG Bruck an der Mur ein Studium der Rechtswissenschaften an der Universität Graz, das er 1988 als Magister abschloss. 1992 promovierte er an der Uni Graz zum Doktor der Rechte, 2000 habilitierte er sich und wurde zum außerordentlichen Universitätsprofessor am Institut für Österreichische Rechtsgeschichte und Europäische Rechtsentwicklung an der Rechtswissenschaftlichen Fakultät der Universität Graz ernannt.
Ab 2003 war er Studiendirektor sowie Vizerektor für Studium und Lehre der Universität Graz. Er war Mitglied der Expertengruppe zur Zukunft der Lehrerbildung und Sprecher der österreichischen Vizerektoren für Lehre. Seine wissenschaftlichen Schwerpunkte liegen in den Bereichen der rechtlichen Zeitgeschichte sowie der Föderalismus- und Kommunalforschung.
Ab 2006 war er Präsident der Forschungsstelle Nachkriegsjustiz; er gilt als Experte für Entnazifizierung.
Anfang 2019 wurde er vom Universitätsrat zum Rektor der Universität Graz gewählt. Er folgte in dieser Funktion mit Oktober 2019 Christa Neuper nach.
Im Rahmen der Regierungsumbildung im Dezember 2021 wurde Polaschek als parteifreier Nachfolger von Heinz Faßmann zum Minister für Bildung und Wissenschaft in der Bundesregierung Nehammer ernannt. Die Leitung der Universität Graz übernahm der bisherige Vizerektor Peter Riedler.
Im Mai 2024 wurden verpflichtende Kinderschutzkonzepte sowie ein Verhaltenskodex für alle am Schulleben beteiligten Personen vorgestellt.
Im Jänner 2025 gab Martin Polaschek bekannt, sich nach dem Ende seiner Amtszeit aus der Politik zurückzuziehen. Im März 2025 kehrte er an die Universität Graz zurück.

## Kritik
Ein wesentlicher Kritikpunkt an Polascheks Ressortführung ist der durch Überstunden kaschierte Lehrermangel in Österreichs Schulen. Im August 2024 stellte sich heraus, dass es im Schuljahr 2023/24 an den Pflichtschulen mehr Personen mit Sondervertrag gegeben habe als im Schuljahr davor. Bis 2030 würde rund ein Drittel der ca. 125.000 Lehrerinnen und Lehrer pensioniert. Die Personalsituation sei je nach Bundesland und Schultyp sehr unterschiedlich, der Personalmangel kein neues Problem. Über den Höhepunkt der Pensionierungswelle herrscht Uneinigkeit. Polaschek habe wiederholt beteuert, dass sich die Situation durch vorgezogene Pensionierungen wegen der Coronapandemie und wegen des Fachkräftebedarfs in anderen Branchen unerwartet verschärft habe, ebenso würden steigende Teilzeitquoten den Personalbedarf erhöhen.

## Trivia
Bis 2022 war Polaschek einer von sehr wenigen männlichen österreichischen Spitzenpolitikern mit Langhaarfrisur. Medial wurde mehrfach auf dieses Stilmerkmal hingewiesen.

## Auszeichnungen
- 2004 Erzherzog-Johann-Forschungspreis des Landes Steiermark für Im Namen der Republik Österreich! Die Volksgerichte in der Steiermark 1945 bis 1955.[20]
- 2025 Großes Goldenes Ehrenzeichen am Bande für Verdienste um die Republik Österreich[21]

## Publikationen
- 1992: Die Rechtsentwicklung in der ersten Republik. Die Gesetzgebung im Verfassungs- und Strafrecht von 1918 bis 1933, dbv-Verlag für die Technische Universität, Dissertation 1992, ISBN 978-3-7041-9048-2
- 1997: Die Bezirksvertretungen in der Steiermark zwischen 1918 und 1938. Demokratische Selbstverwaltung oder überflüssige Behörde?, Steiermärkisches Landesarchiv, Graz 1997
- 1998: Im Namen der Republik Österreich! Die Volksgerichte in der Steiermark 1945 bis 1955, Steiermärkisches Landesarchiv, Graz 1998, ISBN 978-3-901938-01-6
- 1999: Föderalismus als Wert? Eine Studie zu Reformmöglichkeiten des österreichischen Bundesstaates, erstellt im Auftrag des Modell Steiermark, Aktion Vision Modell Steiermark, Graz 1999, ISBN 978-3-9501048-0-6
- 2002: Die Zukunft der Gemeinden im Bundesstaat: eine Umfrage unter Österreichs Bürgermeistern, gemeinsam mit Herbert Schwetz, Leykam, Graz 2002, ISBN 978-3-7011-7456-0
- 2012: Todesstrafe und Todesurteile in Österreich 1933 bis 1938, in: Die Geschichte des Grauen Hauses und der österreichischen Strafgerichtsbarkeit, hrsg. vom Bibliotheksverein im Landesgericht für Strafsachen Wien, Wien 2012 (PDF, 91 Seiten), S. 82–87.